# Jewgenija Tur

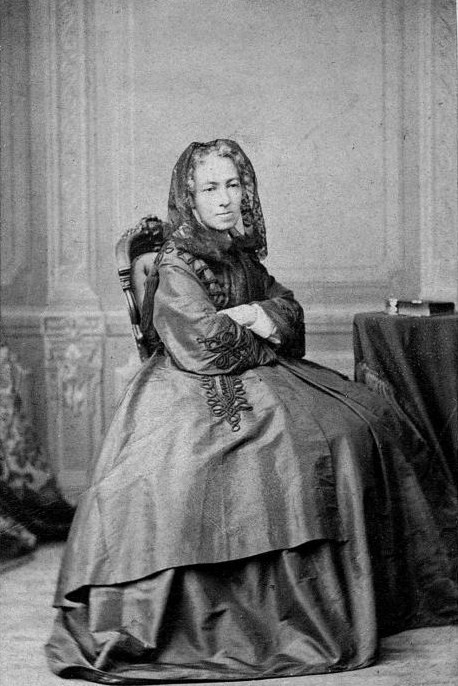
Jewgenija Tur (S. L. Lewizki, 1863/1864)

Jewgenija Tur (Pseudonym), (russisch Евгения Тур, geboren als Jelisaweta Wassiljewna Suchowo-Kobylina, russisch Елизавета Васильевна Сухово-Кобылина, verheiratet Salias de Tournemire, russisch Салиас-де-Турнемир; * 12. Augustjul. / 24. August 1815greg. in Moskau; † 15. Märzjul. / 27. März 1892greg. in Warschau) war eine russische Schriftstellerin.

## Leben

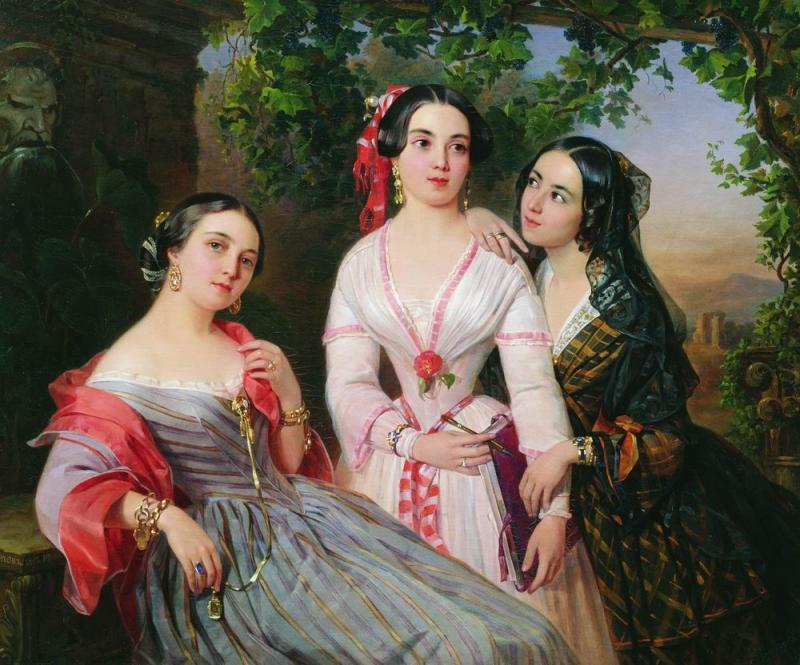
Die Schwestern Jelisaweta, Sofja und Jewdokija Wassiljewna Suchowo-Kobylina (von links) (P. N. Orlow, 1847, Tretjakow-Galerie)

Tur stammte aus einer begüterten Altadelsfamilie und erhielt eine hervorragende häusliche Erziehung unter der Leitung ihrer Mutter. Ihre Lehrer waren Professoren der Universität Moskau: Semjon Raitsch, Michail Pogodin, Fjodor Moroschkin, Michail Maximowitsch, Nikolai Nadeschdin. Ihre Studien schloss sie im Ausland ab. im Haus ihrer Eltern gab es einen Literarischen Salon, den Professoren der Universität Moskau, bekannte Literaten und Philosophen, gefeierte Theaterregisseure und Schauspieler und begabte Jugendliche besuchten.
Tur verliebte sich in Nikolai Nadeschdin, was großes Aufsehen erregte. Da ihre Eltern eine nichtstandesgemäße Heirat verweigerten, wollten Tur und Nadeschdin heimlich heiraten, was nicht gelang. Wegen eines in der Zeitschrift Teleskop veröffentlichten Briefs Pjotr Tschaadajews wurde Nadeschdin bald verhaftet und nach Ust-Syssolsk verbannt, wohin Tur ihm Briefe schickte. Die Eltern reisten mit Tur bald ins Ausland.
Im Februar 1838 heiratete Tur in Stuttgart den verarmten Dichter und erfolglosen Graf Henri Salias de Tournemire (1811–1894), worauf sie sich bald in Moskau niederließen. Mit dem Geld seiner Frau gründete er eine Schaumweinproduktion, mit der er in Konkurs ging. Als er 1844 nach der Beteiligung an einem Duell aus Russland verbannt wurde, ging er allein. Seine Frau mit den Kindern blieb ohne Mittel zurück.
Mit Unterstützung Nadeschdins übersetzte Tur nun Reisebeschreibungen von Alexandre Dumas, die in der Zeitschrift Teleskop veröffentlicht wurden. In ihrem Haus führte sie einen Literarischen Salon, der als einer der besten im damaligen Moskau galt. Zu verschiedenen Zeiten waren dort Alexander Turgenew, Nikolai Ogarjow, Timofei Granowski, Nikolai Kettscher, Wassili Botkin, Iwan Turgenew, Alexander Lewitow, Wassili Slepzow, Nikolai Leskow, Konstantin Leontjew u. a.
Unter dem Pseudonym Jewgenija Tur erschien 1849 in der Zeitschrift Sowremennik Turs erste Novelle Oschibka (Der Fehler), die von Alexander Ostrowski und von Iwan Turgenew sehr positiv rezensiert wurde. Ebenso lobte Iwan Turgenew Turs Roman Plemjaniza (Die Nichte), der im nächsten Jahr im Sowremennik gedruckt und vom Publikum begeistert aufgenommen wurde. In den folgenden Jahren entstanden weitere Romane.
Ab 1856 leitete Tur die Belletristik-Abteilung der Zeitschrift Russki westnik. Dort schrieb sie über das Leben George Sands sowie kritische Artikel über Leben und Werk ausländischer Schriftsteller. Nach einem Streit mit dem Redakteur wegen der Schriftstellerin Sofja Swetschina verließ Tur 1860 den Russki westnik. Dmitri Pissarews Hinweis auf die mangelnde Unabhängigkeit der Mitarbeiter des Russki westnik löste eine heftige Diskussion in der Presse aus, in der Nikolai Tschernyschewski, Konstantin Leontjew und Michail Saltykow-Schtschedrin Tur unterstützten.
Tur gründete 1861 die eigene Zeitschrift Russkaja Retsch (Russische Rede) mit Mitteln ihrer Schwester Jewdokija Andrejewna Salias-de-Tournemire (1819–1896), die 1848 den Garde-Oberst Michail Fjodorowitsch Petrowo-Solowowo (1813–1885) geheiratet hatte. Die Zeitschrift existierte 13 Monate lang mit Ausgaben alle zwei Wochen. In der Zeitschrift veröffentlichte sie Aufsätze über Michail Awdejew, Wsewolod Krestowski, Nadeschda Chwoschtschinskaja und Fjodor Dostojewski. Ihre Helfer waren Jewgeni Feoktistow und Genrich Wysinski. Beiträge kamen von Dmitri Katschenowski, Alexander Afanassjew, Fjodor Buslajew, Nikolai Subbotin und Karl Görtz. Zur Redaktion gehörte von Anfang an Nikolai Leskow. Für die Mitarbeit wurden Alexander Lewitow, Wassili Slepzow und Nadeschda Sochanskaja gewonnen. Wegen Turs öffentlichen Eintretens für die Gleichberechtigung der Frau wurde eine politische Abteilung für die Zeitschrift nicht genehmigt.
Im Übrigen veröffentlichte Tur kritische Notizen in den Zeitschriften Biblioteka dlja tschtenija, Otetschestwennyje Sapiski und in der Zeitung Sewernaja ptschela. Empört kritisierte sie Iwan Turgenews Väter und Söhne wegen der negativen Darstellung der Söhne-Generation.
Turs Sohn Jewgeni Salias-de-Tournemire (1840–1908) hatte 1859 das Studium an der Universität Moskau in der Juristischen Fakultät begonnen. Er beteiligte sich an der revolutionären Studentenbewegung und am Druck und der Verbreitung verbotener Schriften Alexander Herzens, Nikolai Ogarjows, Ludwig Feuerbachs und anderer Autoren. Er nahm an den Studentenunruhen infolge der zu hohen Vorlesungsgebühren, des Versammlungsverbots und Einschränkung der Studentenrechte teil. Die Universität wurde geschlossen, Studenten wurden verhaftet, und Tur und ihr Sohn wurden polizeilich heimlich überwacht. Anfang 1862 ging Tur gezwungenermaßen nach Frankreich, wo sie polnische Aristokraten traf und sich für den Katholizismus interessierte.
Tur konnte ihre bisherige Tätigkeit nicht fortsetzen. Sie litt unter ihrer Vereinsamung und wandte sich ab 1862 der Belletristik für Kinder zu. Sie kehrte 1870 nach Russland zurück, obwohl ihre polizeiliche Überwachung erst 1882 aufgehoben wurde. Sie schrieb weiter Novellen und Romane für Kinder und Jugendliche. Ihre Bücher wurden gern gelesen und wurden wiederholt nachgedruckt. Auch schrieb sie Essays über Asketen und Heilige. In ihrem bedeutendsten Roman des Lebens der Fürstin Dubrowina für die fromme Jugend stellte sie auch die Geschichte des Alten und des Neuen Testaments dar.
In den 1880er Jahren lebte Tur in Kaluga, woran eine Gedenktafel an dem Haus erinnert. Ihre letzten Jahre verbrachte Tur bei ihrer ältesten Tochter Marija Andrejewna Salias-de-Tournemire (1838–1906) in Warschau, die 1861 Oberst Josef Gurko geheiratet hatte. Die jüngste Tochter Olga Andrejewna Salias-de-Tournemire (1842–1917) hatte den Juristen Konstantin Schukow geheiratet, der später Generalgouverneur des Gouvernements Kaluga wurde.
Der Schriftsteller Alexander Suchowo-Kobylin (1817–1903) und die Malerin Sofja Suchowo-Kobylina (1825–1867) waren Geschwister Turs.
Tur starb in Warschau am 27. März 1892 und wurde in der Familiengruft im Tichon-Einsiedelei-Kloster bei Kaluga beigesetzt.